# Fußball-Weltmeisterschaft 1990/Deutschland
Dieser Artikel beschreibt die deutsche Fußballnationalmannschaft bei der Fußball-Weltmeisterschaft 1990 in Italien.

## Qualifikation
In der Qualifikation für die Weltmeisterschaft 1990 gab es Gruppen mit vier und Gruppen mit fünf Mannschaften. Bei letzteren qualifizierten sich die zwei besten Mannschaften. Aus den drei Vierergruppen qualifizierten sich neben den Gruppensiegern nur die zwei besten Gruppenzweiten. Deutschland musste in der Qualifikation zur WM 1990 gegen die Niederlande sowie gegen Finnland und Wales antreten. Nach zwei Unentschieden gegen den Hauptkonkurrenten aus den Niederlanden sorgte ein torloses Unentschieden in Wales dafür, dass nur Platz 2 erreicht wurde. Häßlers Siegtreffer im letzten Spiel gegen Wales sorgte dafür, dass sich die deutsche Mannschaft als einer der beiden besten Gruppenzweiten aus den Vierergruppen für die Weltmeisterschaft qualifizieren konnte.
| Pl. | Mannschaft     | Sp. | S | U | N | Tore    | Diff. | Punkte |
| --- | -------------- | --- | - | - | - | ------- | ----- | ------ |
| 1.  | Niederlande    | 6   | 4 | 2 | 0 | 008:200 | +6    | 10:20  |
| 2.  | BR Deutschland | 6   | 3 | 3 | 0 | 013:300 | +10   | 09:30  |
| 3.  | Finnland       | 6   | 1 | 1 | 4 | 004:160 | −12   | 03:90  |
| 4.  | Wales          | 6   | 0 | 2 | 4 | 004:800 | −4    | 02:10  |

| 31.08.1988 | Olympiastadion, Helsinki    | Finnland       | – | BR Deutschland | 0:4 (0:2) | Rudi Völler (6., 15.), Lothar Matthäus (52.), Karl-Heinz Riedle (86.)                                                 |
| 19.10.1988 | Olympiastadion, München     | BR Deutschland | – | Niederlande    | 0:0       | |
| 26.04.1989 | De Kuip, Rotterdam          | Niederlande    | – | BR Deutschland | 1:1 (0:0) | Riedle (68.), van Basten (87.)                                                                                        |
| 31.05.1989 | Cardiff Arms Park, Cardiff  | Wales          | – | BR Deutschland | 0:0       | |
| 04.10.1989 | Westfalenstadion, Dortmund  | BR Deutschland | – | Finnland       | 6:1 (1:0) | Möller (12.), Littbarski (46.), Klinsmann (52.), Völler (62.), Lipponen (75.), Möller (80.), Matthäus (85./Strafstoß) |
| 15.11.1989 | Müngersdorfer Stadion, Köln | BR Deutschland | – | Wales          | 2:1 (1:1) | Allen (11.), Völler (27.), Häßler (48.)                                                                               |

## Kader
Die deutsche Fußballnationalmannschaft trat mit folgendem Kader bei der WM 1990 an.
| Nummer     | Name                             | Damaliger Verein    | Geburtstag | Länderspiele/Tore (a) | Sp.      | Tore     | Rot      | Gelb     |
| Torhüter   | Torhüter                         | Torhüter            | Torhüter   | Torhüter              | Torhüter | Torhüter | Torhüter | Torhüter |
| ---------- | -------------------------------- | ------------------- | ---------- | --------------------- | -------- | -------- | -------- | -------- |
| 12         | Raimond Aumann                   | FC Bayern München   | 12.10.1963 | 03 (00)               | 0        | 0        | 0        | 0        |
| 1          | Bodo Illgner                     | 1. FC Köln          | 07.04.1967 | 15 (00)               | 7        | 0        | 0        | 0        |
| 22         | Andreas Köpke                    | 1. FC Nürnberg      | 12.03.1962 | 01 (00)               | 0        | 0        | 0        | 0        |
| Abwehr     |                                  |                     |            |                       |          |          |          |          |
| 5          | Klaus Augenthaler                | FC Bayern München   | 26.09.1957 | 20 (00)               | 7        | 0        | 0        | 0        |
| 14         | Thomas Berthold                  | AS Rom              | 12.11.1964 | 35 (01)               | 7        | 0        | 0        | 0        |
| 3          | Andreas Brehme                   | Inter Mailand       | 09.11.1960 | 51 (07)               | 6        | 3        | 0        | 3        |
| 6          | Guido Buchwald                   | VfB Stuttgart       | 24.01.1961 | 32 (00)               | 7        | 0        | 0        | 0        |
| 4          | Jürgen Kohler                    | FC Bayern München   | 06.10.1965 | 27 (00)               | 4        | 0        | 0        | 0        |
| 19         | Hans Pflügler                    | FC Bayern München   | 27.03.1960 | 10 (00)               | 1        | 0        | 0        | 0        |
| 2          | Stefan Reuter                    | FC Bayern München   | 16.10.1966 | 16 (01)               | 6        | 0        | 0        | 0        |
| 16         | Paul Steiner                     | 1. FC Köln          | 23.01.1957 | 01 (00)               | 0        | 0        | 0        | 0        |
| Mittelfeld |                                  |                     |            |                       |          |          |          |          |
| 15         | Uwe Bein                         | Eintracht Frankfurt | 26.09.1960 | 06 (01)               | 4        | 1        | 0        | 0        |
| 21         | Günter Hermann                   | Werder Bremen       | 05.12.1960 | 02 (00)               | 0        | 0        | 0        | 0        |
| 8          | Thomas Häßler                    | 1. FC Köln          | 30.05.1966 | 12 (01)               | 5        | 0        | 0        | 0        |
| 7          | Pierre Littbarski                | 1. FC Köln          | 16.04.1960 | 67 (17)               | 6        | 1        | 0        | 0        |
| 10         | Lothar Matthäus                  | Inter Mailand       | 21.03.1961 | 74 (10)               | 7        | 4        | 0        | 1        |
| 17         | Andreas Möller                   | Borussia Dortmund   | 02.09.1967 | 10 (03)               | 2        | 0        | 0        | 0        |
| 20         | Olaf Thon                        | FC Bayern München   | 01.05.1966 | 33 (03)               | 2        | 0        | 0        | 0        |
| Angriff    |                                  |                     |            |                       |          |          |          |          |
| 18         | Jürgen Klinsmann                 | Inter Mailand       | 30.07.1964 | 18 (04)               | 7        | 3        | 0        | 1        |
| 11         | Frank Mill                       | Borussia Dortmund   | 23.07.1958 | 17 (00)               | 0        | 0        | 0        | 0        |
| 13         | Karl-Heinz Riedle                | Werder Bremen       | 16.09.1965 | 06 (02)               | 4        | 0        | 0        | 0        |
| 9          | Rudi Völler                      | AS Rom              | 13.04.1960 | 63 (34)               | 6        | 3        | 1        | 1        |
| Trainer    |                                  |                     |            |                       |          |          |          |          |
|            | Franz Beckenbauer (Teamchef)     |                     | 11.09.1945 |                       |          |          |          |          |
|            | Holger Osieck (Trainerassistent) |                     | 31.08.1948 |                       |          |          |          |          |
|            | Berti Vogts (Trainerassistent)   |                     | 30.12.1946 |                       |          |          |          |          |
|            | Sepp Maier (Torwarttrainer)      |                     | 28.02.1944 |                       |          |          |          |          |

## Deutsche Spiele

### Vorrunde
BR Deutschland-Jugoslawien 4:1 (2:0) am 10. Juni 1990 in Mailand
- BR Deutschland: Illgner – Augenthaler – Berthold, Buchwald – Reuter, Häßler, Matthäus , Bein, Brehme – Völler, Klinsmann
- Jugoslawien: Ivković – Jozić, Baljić, Spasić, Hadžibegić – Vulić, Sušić, Katanec, Stojković – Vujović, Savićević
- Einwechslungen: (75.) Littbarski und Möller für Häßler und Bein – (56.) Prosinečki für Sušić, (55.) Brnović für Savićević
- Tore: 1:0 Matthäus (29.), 2:0 Klinsmann (40.), 2:1 Jozić (55.), 3:1 Matthäus (64.), 4:1 Völler (70.)
- Gelbe Karte: Brehme
- Schiedsrichter: Mikkelsen (Dänemark)
- Zuschauer: 74.765

BR Deutschland-Vereinigte Arabische Emirate 5:1 (2:0) am 15. Juni 1990 in Mailand
- BR Deutschland: Illgner – Augenthaler – Berthold, Buchwald – Reuter, Häßler, Matthäus , Bein, Brehme – Völler, Klinsmann
- Vereinigte Arabische Emirate: Faraj – Abdullah, K. G. Mubarak, Mohammad, I. M. Abdulrahman – Abbas, N. K. Mubarak, K. I. Mubarak, E. M. Abdulrahman – Jumaa, Al-Talyani
- Einwechslungen: (46.) Littbarski für Berthold, (72.) Riedle für Klinsmann – (84.) Hussain für K. I. Mubarak, (87.) Al-Haddad für I. M. Abdulrahman
- Tore: 1:0 Völler (36.), 2:0 Klinsmann (38.), 2:1 K. I. Mubarak (46.), 3:1 Matthäus (47.), 4:1 Bein (59.), 5:1 Völler (75.)
- Gelbe Karten: Brehme – Mohamed, Abbas
- Schiedsrichter: Spirin (UdSSR)
- Zuschauer: 71.167

BR Deutschland-Kolumbien 1:1 (0:0) am 19. Juni 1990 in Mailand
- BR Deutschland: Illgner – Augenthaler – Berthold, Buchwald – Reuter, Häßler, Matthäus , Bein, Pflügler – Völler, Klinsmann
- Kolumbien: Higuita, Herrera, Perea, Escobar, Gildardo Gómez, Fajardo, Álvarez, Gabriel Gómez, Valderrama, Estrada, Rincón
- Einwechslungen: (46.) Littbarski für Bein, (84.) Thon für Häßler.
- Tore: 1:0 Littbarski (88.), 1:1 Rincón (90.)
- Gelbe Karten: Herrera, Gabriel J. Gómez, Álvarez
- Schiedsrichter: Snoddy (Nordirland)
- Zuschauer: 72.510

### Achtelfinale
BR Deutschland-Niederlande 2:1 (0:0) am 24. Juni 1990 in Mailand
- BR Deutschland: Illgner – Augenthaler – Berthold, Buchwald, Kohler – Reuter, Littbarski, Matthäus , Brehme – Völler, Klinsmann
- Niederlande: van Breukelen – van Aerle, R. Koeman, Rijkaard, van Tiggelen – van ’t Schip, Wouters, Winter, Witschge – Gullit, van Basten
- Einwechslungen: (79.) Riedle für Klinsmann – (66.) Kieft für van Aerle, (78.) Gillhaus für Witschge
- Tore: 1:0 Klinsmann (50.), 2:0 Brehme (84.), 2:1 Koeman (88., Elfmeter)
- Gelbe Karten: Völler, Matthäus – Rijkaard, Wouters, van Basten
- Rote Karten: Völler – Rijkaard
- Schiedsrichter: Loustau (Argentinien)
- Zuschauer: 74.559

### Viertelfinale
BR Deutschland-Tschechoslowakei 1:0 (1:0) am 1. Juli 1990 in Mailand
- BR Deutschland: Illgner – Augenthaler – Kohler, Buchwald – Berthold, Littbarski, Matthäus , Bein, Brehme – Riedle, Klinsmann
- Tschechoslowakei: Stejskal – Kadlec – Hašek – Kocian – Straka – Bílek – Chovanec – Kubík – Skuhravý – Moravčík – Knoflíček
- Einwechslungen: (82.) Möller für Bein – (67.) Němeček für Bílek, (79.) Griga für Kubík
- Tor: 1:0 Matthäus (25., Elfmeter)
- Gelbe Karten: Klinsmann – Moravčík, Bílek, Straka, Knoflíček
- Rote Karte: Moravčík
- Schiedsrichter: Kohl (Österreich)
- Zuschauer: 73.347

### Halbfinale
BR Deutschland-England 1:1 n.V. (1:1, 0:0), 4:3 n.E. am 4. Juli 1990 in Turin
- BR Deutschland: Illgner – Augenthaler – Kohler, Buchwald – Berthold, Häßler, Matthäus , Thon, Brehme – Völler, Klinsmann
- England: Shilton – Parker, Wright, Butcher, Pearce – Walker, Gascoigne, Platt, Waddle – Beardsley, Lineker
- Einwechslungen: (38.) Riedle für Völler, (66.) Reuter für Häßler – (70.) Steven für Butcher
- Tore: 1:0 Brehme (60.), 1:1 Lineker (80.)
- Elfmeterschießen: 0:1 Lineker, 1:1 Brehme, 1:2 Beardsley, 2:2 Matthäus, 2:3 Platt, 3:3 Riedle, Illgner hält gegen Pearce, 4:3 Thon, Waddle verschießt
- Gelbe Karten: Brehme – Parker, Gascoigne
- Schiedsrichter: Ramiz Wright (Brasilien)
- Zuschauer: 62.628

### Finale
BR Deutschland-Argentinien 1:0 (0:0) am 8. Juli 1990 in Rom
- BR Deutschland: Illgner – Augenthaler – Kohler, Buchwald – Berthold, Häßler, Matthäus , Littbarski, Brehme – Völler, Klinsmann
- Argentinien: Goycochea – Simón, Ruggeri, Sensini, Serrizuela – Basualdo, Troglio, Burruchaga, Lorenzo – Dezotti, Maradona
- Einwechslungen: Reuter für Berthold (73.) – Monzón für Ruggeri (46.), Calderón für Burruchaga (53.)
- Tor: 1:0 Brehme (85., Foulelfmeter)
- Gelbe Karten: Völler – Troglio, Maradona
- Rote Karten: Monzón (65.), Dezotti (87.)
- Schiedsrichter: Codesal Méndez (Mexiko)
- Zuschauer: 73.603